# Acacia binervata
Espèce
Acacia binervata est une espèce de plantes à fleurs de la famille des Fabacées. C'est un arbre ou un arbuste originaire de Nouvelle-Galles du Sud en Australie.

## Description
Elle se présente comme un grand arbuste pouvant atteindre 5 m de hauteur ou un arbre de 15 m de hauteur. Son épithète spécifique évoque ses phyllodes à deux nervures proéminentes.